# 전일본 프로레슬링

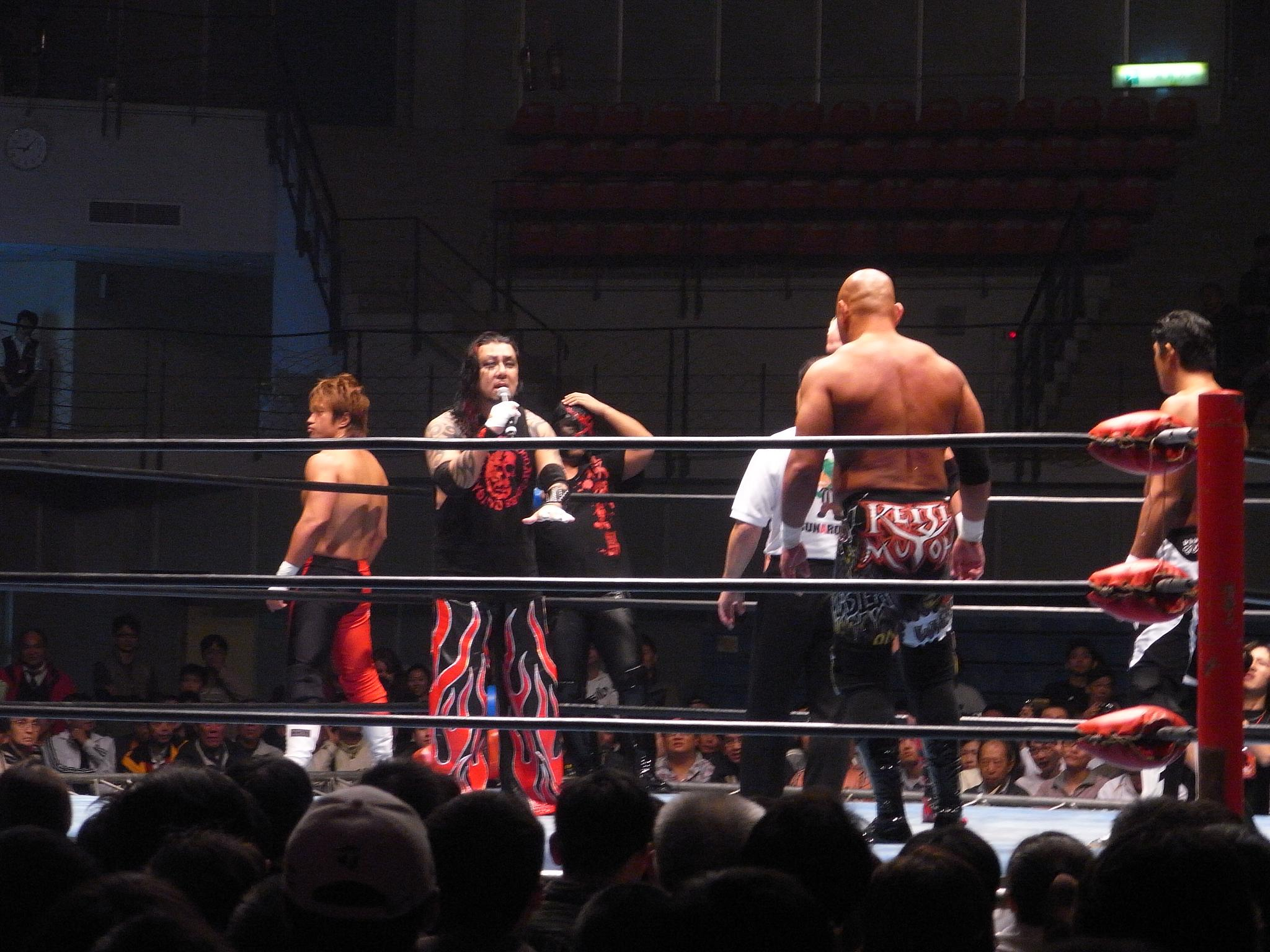

전일본 프로레슬링(일본어: 全日本プロレス, All Japan Pro-Wrestling, 약자 AJPW)는 쇼헤이 바바에 의하여 1972년 10월 21일에 창설된 일본 3대 메이저 프로레슬링 단체이다.

## 역사

### AJPW의 시작, All Japan Pro Wrestling
AJPW는 자이언트 바바와 모모타 브라더스에 의하여 창설된 단체이다. 바바는 요미우리 자이언츠 출신 전직 프로야구 투수였으며 1960년에
일본 프로레슬링 연맹(JWA)에 참가하였다. 1972년에 바바는 일본 프로레슬링 연맹을 탈퇴하고 전일본 프로레슬링을 창설한다.
첫해에 전일본 프로레슬링은 도쿄와 마치다 시티에서 주로 흥행을 해왔다. 바바는 서해안 레슬링 기구를 설립하여 전일본 프로레슬링의 타이틀로 만든다. 그해에 전일본 프로레슬링은 NWA 연맹에 가입하기도 한다. 1970년대에 바바의 인맥으로 수많은 서양의 프로레슬러들이 많이 참전하였고 사장이던 자이언트 바바, 1972년 뮌헨 올림픽에 레슬링 일본 대표로 참가했던 점보 츠루타를 중심으로 외국인 선수들과 대립하며 흥행을 일구었다. 1979년 10월 신일본 프로레슬링, 국제 프로레슬링과 합동 흥행을 개최하기도 했다. 1980년대에 바바, 츠루타와 더불어 텐류 겐이치로가 두각되었고 스탠 핸슨, 브루저 브로디, 압둘라 더 부처, 타이거 지트 싱, 릭 플레어, 할리 레이스, 릭 마텔, 테리 고디 등의 선수들이 참가하며 좋은 기류를 형성했다. 80년대 중반 미사와 미쓰하루가 2대 타이거 마스크로 활약하며 성장하고 있었다. 1990년 WWF, 신일본과 함께 합동 흥행을 개최하며 드림 매치를 이루기도 했다. 텐류 겐이치로가 바바와의 불화로 전일본을 탈퇴했고 텐류를 따르던 레슬러들도 그를 따라 탈단하고 만다. 하지만 이에 흔들리지 않고 미사와 미하루, 카와다 토시아키, 코바시 켄타, 타우에 아키라 등이 성장하며 1990년대 전일본의 4천왕이라 불리었고, 이후 아키야마 준도 가세하며 노장이었던 자이언트 바바, 점보 츠루타와의 세대 교체가 시작되었다. 1990년대의 전일본은 4천왕과 아키야마 그리고 테리 고디, 스티브 윌리엄스, 자니 에이스 등의 외국인 선수를 제외하고 나머지 선수들의 경기 연출력이 떨어진 것은 흠이었다. 1999년 1월 자이언트 바바가 지병으로 사망하게 되었고, 동년 5월 미사와가 사장으로 부임되었다.

### 미사와 미츠하루 - 바바 모토코 체제
미사와가 사장으로 있으면서 자이언트 바바의 부인 바바 모토코와 불화가 많이 있었다. 자이언트 바바가 생전에 외국인 선수들에게 수당을 많이 지급했지만, 일본 선수들에 대한 지급이 상대적으로 적었다고 한다. 단체의 수익을 아내인 모토코의 사업에 사용되었다고 했다. 선수들의 치료비도 자이언트 바바 자신의 사비로 내주며 단체 내의 일본 선수들의 불만을 수습하기도 했다. 자이언트 바바의 사망 이후 전일본 선수들의 불만이 폭발하고 말았다. 2000년 당시 미사와의 급여는 미사와 본인보다 레슬러 경력이 상대적으로 적은 신일본 소속 가네모토 코지와 급여가 비슷했다고 한다.
2000년 5월 전일본 프로레슬링의 사장을 역임하던 미사와 미쓰하루가 전일본 프로레슬링을 탈단하게 되었고, 카와다 토시아키, 후치 마사노부를 제외한 대다수의 선수들이 미사와를 따라 단체를 탈퇴하게 되었다. 동년 7월 프로레슬링 노아를 설립하게 된다.
2000년 8월 10일 후치 마사노부가 신일본 프로레슬링 무대에 등장하여 양단체의 벽을 허물게 되면서 전일본 프로레슬링과 신일본 프로레슬링이 레슬러들이 같은 무대에 서면서 대결을 할 수 있게 된다. 하지만 2002년 9월 30일자로 양단체간의 제휴관계는 끝을 맺게 된다.

### 무토 케이지 - 우치다 마사유키 체제
2002년 10월 당시 신일본 프로레슬링 소속이던 무토 케이지와 코지마 사토시가 안토니오 이노키의 격투기 노선에 반발하며 신일본을 탈퇴하게 된다. 그리고 전일본 프로레슬링으로 이적하게 되었고, 무토는 바바 모토코로부터 전일본 프로레슬링 사장 직을 넘겨받았다. 무토가 왕도 레슬링이라는 이념을 전일본을 버리고 엔터테인먼트 스타일의 전일본으로 탈바꿈 하기 시작하였다. 2005년 카와다 토시아키가 전일본을 탈퇴했지만, 외부 단체에서 탈퇴한 선수들을 영입하고, 신인들을 키워내고 기업 전문 경영인 우치다 마사유키를 영입하며 전일본이 안정적으로 운영되게 하였다. 2000년대 중반 미사와의 프로레슬링 노아, 이노키가 떠나고 유크스 체제로 바뀐 신일본 프로레슬링과 교류를 하며 좋은 관계를 유지하였다. 젊은 선수들을 키워내기 위해 1970년대부터 전일본의 소속 노장이던 후치 마사노부를 프리랜서로 전향시켰다. 2011년 6월 무토 케이지가 사장직에서 물러나고 우치다 마사유키가 사장으로 취임하였고, 2010년대 들어 안정적인 단체 운영을 위해 스피드 파트너즈라는 회사에 매각되었다. 2012년 전일본의 대주주가 된 시라이시 노부오가 2000년대 초반 안토니오 이노키가 신일본 프로레슬링에서 사용했던 격투기 노선을 추구하겠다고 하면서 무토 케이지, 우치다 마사유키와 마찰이 시작되었다. 시라이시 노부오가 SNS에 신일본 프로레슬링 소속 선수들을 제대로 된 선수가 없다고 비아냥했고, 전일본 선수들 뿐만 아니라 비난 대상이 된 신일본 선수들까지 한 목소리로 시라이시를 비판하기 시작했다. 2013년 5월 무토 케이지와 우치다 마사유키는 시라이시 노부오와의 대립 끝에 전일본을 탈퇴하고 오모리 타카오, 스와마, SUSHI를 제외한 많은 선수들이 그들을 따라 탈퇴하게 되었다. 무토는 탈퇴한 선수들과 함께하기 위해 Wrestle-1을 설립하며 분열되고 말았다.

### 시라이시 노부오 체제
2013년 7월 시라이시가 전일본 프로레슬링 사장으로 취임했고, 2012년 프로레슬링 노아를 탈퇴하고 2013년부터 프리랜서로서 참전했던 아키야마 준, 가네마루 요시노부, 스즈키 고타로, 아오키 아쓰시, 시오자키 고를 정식 소속 선수로 영입했고, 무토-우치다 시대에 해고되었던 후치 마사노부를 정식 소속 선수로 재영입하였다. 참고로 아키야마, 가네마루는 2000년 당시 전일본을 탈퇴했다가 2013년 7월 재입단하였다. 동년 9월 전직 스모 선수였던 아케보노 다로를 정식 소속 선수로 영입하였다. 시라이시가 전일본을 운영하면서 모기업이던 스피드 파트너즈 안에서 시라이시에 대한 불신이 많았고, 일본 현지의 프로레슬링 팬들에게도 차가운 시선만 받게 되었다. 시라이시 체제는 1년여 만에 마감 되었고, 소속 선수였던 아키야마 준을 중심으로 설립된 올 재팬 프로레슬링 주식회사에 단체를 매각하며, 시라이시는 단체를 떠나게 되었다.

### 아키야마 준 체제
2014년 7월 아키야마 준이 새로운 사장으로 취임하였고, 무토-우치다 체제 시절 노선에서 과거 자이언트 바바 체제 시절의 노선으로 색깔을 바꾸었다. 아키야마가 단체 운영을 하면서 그에 대한 안좋은 소문들이 나기 시작했고, 2015년에는 설상 가상으로 정식 소속 선수의 인원도 적은 상황에 아키야마와 같이 노아를 탈퇴하게 전일본에 입단했던 시오자키 고, 스즈키 고타로, 가네마루 요시노부가 전일본을 탈퇴하기까지 하였고, 이후 아케보노 다로도 단체를 탈퇴하며 풍전등화 같은 상황에 놓이게 되었다. 하지만 Wrestle-1, 카이엔타이 도장 등 다른 독립 단체를과 활발한 교류가 진행되고 있고, 프리랜서로 참전했던 미야하라 겐토, 제우스 등을 정식 소속으로 영입하고, 신인 선수들을 육성하고 단체의 흥행에 프리랜서 선수와 외부 단체 선수들을 참전시키면서 신일본 급의 흥행력은 아니지만 일본 현지 팬들에게 좋은 반응을 얻으며 운영되고 있다. 2017년 신일본의 신인 선수들을 위한 프로젝트 흥행인 라이온스 게이트에 소속 선수인 아오야기 유마를 출전 시키며, 시라이시 체제 시절 사이가 안좋았던 신일본 프로레슬링과의 관계를 개선하고 있다.

## 챔피언

### 현재 챔피언
| 타이틀                          | 현재 챔피언                   | 획득한 날짜      |
| ------------------------------- | ----------------------------- | ---------------- |
| 트리플 크라운 헤비웨이트 챔피언 | 미야하라 켄토                 | 2016년 2월 12일  |
| 월드 태그팀 챔피언              | 더 빅 건즈(보디가드 & 제우스) | 2016년 11월 27일 |
| 월드 주니어 헤비웨이트 챔피언   | 사토 히카루                   | 2017년 4월 28일  |
| 올 아시아 태그팀 챔피언         | 오니타 아츠시 & 후치 마사노부 | 2016년 11월 27일 |
| Gaora TV 챔피언                 | 아키야마 준                   | 2017년 3월 12일  |

### 예전에 전일본 프로레슬링 소속 챔피언
- AJPW 트리플 크라운 헤비웨이트 타이틀에 통합된 타이틀: NWA 인터내셔널 헤비웨이트 타이틀 , NWA 통합 내셔널 타이틀 , PWF 월드 헤비웨이트 타이틀
- AJPW 더블 컵 태그팀 타이틀에 통합된 타이틀: NWA 인터내셔널 태그팀 타이틀 , PWF 월드 태그팀 타이틀
- NWA 인터내셔널 주니어 헤비웨이트 타이틀: AJPW 인터내셔널 주니어 헤비웨이트 타이틀로 변경
- AJPW 올 아시아 헤비웨이트 타이틀
- PWF 유나이티드 스테이츠 헤비웨이트 타이틀

## 토너먼트 (Tournament) 일정표

### 2011년 토너먼트 (Tournament) 일정표
| 날짜        | 이벤트명                      |  |
| ----------- | ----------------------------- |  |
| 2011년 4    | 챔피언스 카니발               |  |
| 2011년 8월  | 주니어 리그                   |  |
| 2011년 12월 | 월드 스트롱기스트 태그팀 리그 |  |